# Parque Safari
El Parque Safari (ex Rancagua Zoo) es un zoológico ubicado en la comuna de Rancagua, Chile, camino a Doñihue. Partió como una iniciativa personal de Iván Sánchez Lobos empresario rancagüino y amante de los animales.

## El parque
Es el primer Safari Park de Chile, y está dividido en 4 safaris según características biológicas de los animales: 
- Safari Grande Felinos
- Safari Herbívoros
- Safari Jurásico
- Safari Expedition (Desde 2025)

Parque Safari también cuenta con diversas actividades para toda la familia como paseo en  kayak, canopy, cuadrimotos, simuladores virtuales y vídeos juegos entre otros. Además también cuenta con una franquicia de comida rápida Master Chef Rancagua y variados puntos de ventas de alimentos y souvenirs.

### Safari Lodge
El parque tiene dentro de sus instalaciones un hotel llamado Safari Lodge que ofrece la experiencia safari africano, conviviendo con los animales durante la estancia.

## Controversias

### Ataque de un tigre
El 6 de agosto de 2021, la guía Catalina Fernanda Torres Ibarra, de 20 años, murió al ser atacada por un tigre de bengala mientras trabajaba en tareas de limpieza. El caso se llevó a la justicia y la investigación fue iniciada por personal de la Seremi de Salud de O'Higgins.
Tres personas fueron formalizadas por la muerte de Torres por cuasidelito de homicidio. Finalmente, el gerente de operaciones del parque, Pablo Andrés Sánchez Reyes, y su padre, propietario y representante legal, Iván Mauricio Sánchez Lobos, fueron condenados a 540 días de presidio remitido, mientras que la veterinaria Valeria Edith Olmos Padilla fue absuelta. El fallo indicó que Sánchez Reyes cometió omisiones e infracciones, y Sánchez Lobos no aplicó los protocolos de emergencia ni utilizó su arma como 'tirador único designado' para evitar el ataque.
Según la investigación que condujo al fallo, la víctima, guía del parque, fue encomendada a realizar tareas de limpieza fuera de sus funciones habituales y no fue advertida sobre la presencia del tigre suelto.